# Antonin Pierozzi

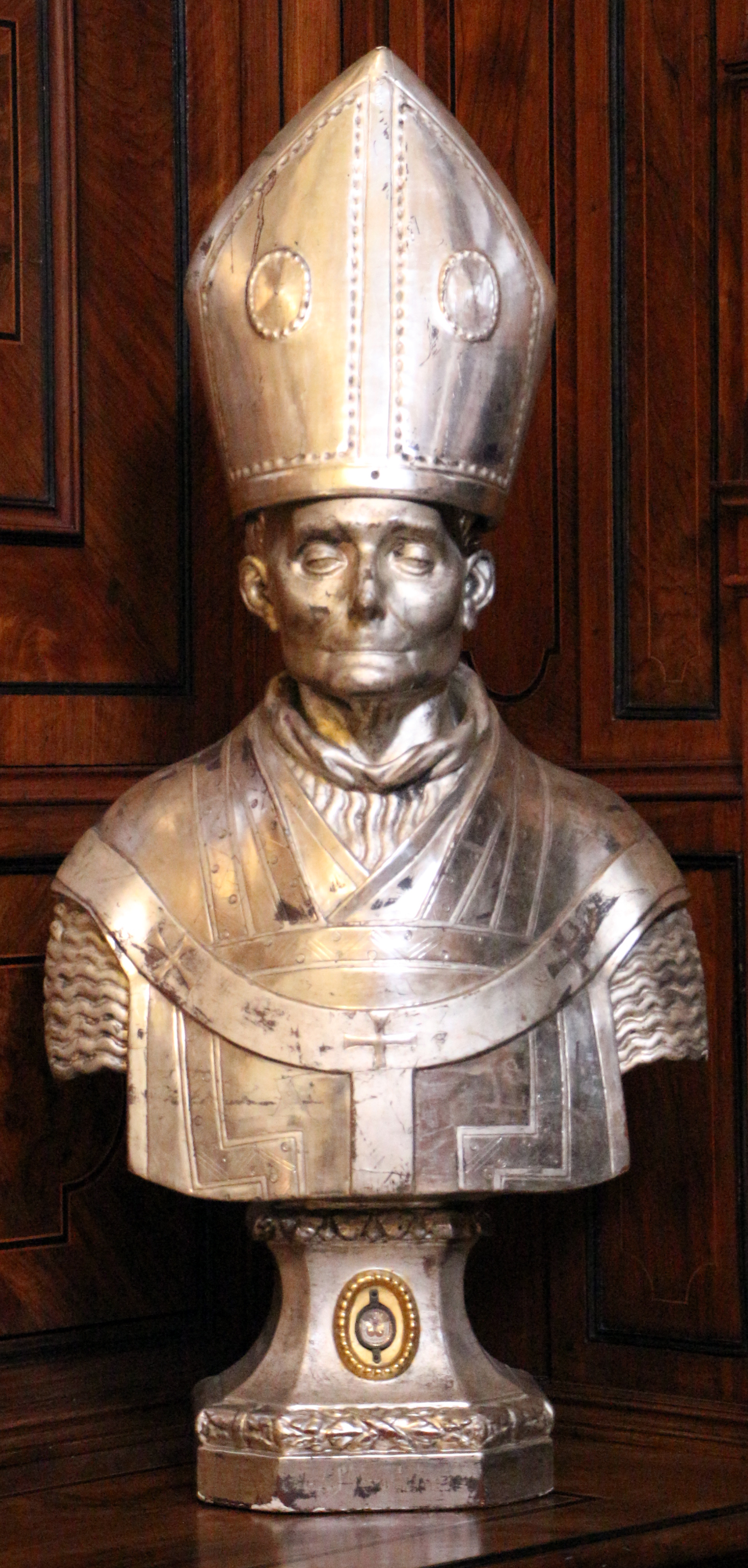
Relikwiarz św. Antoniego w formie popiersia, XIX w., przechowywany w katedrze Santa Maria Novella we Florencji

Antonin Pierozzi (Antonin z Florencji), łac. Antoninus Florentinus, wł. Antonino Pierozzi, ur. jako Antonio Pierozzi (ur. 1 marca 1389 we Florencji w Toskanii, zm. 2 maja 1459 w Moncalvo w Piemoncie) – włoski dominikanin (OP), arcybiskup Florencji, święty Kościoła katolickiego.

## Życiorys
Antonio urodził się we Florencji w rodzinie Niccolò i Tomasiny Pierozzich. Matka zmarła, gdy miał około pięciu lat. W dorosłym życiu nazywany był Antoninem (Antonino - wł. Antek, Antoś) z powodu swego niskiego wzrostu i wielkiej dobroci.
Wstąpił do Zakonu Kaznodziejskiego w 1405 roku przyjęty doń przez bł. Jana Dominici, który na polecenie bł. Rajmunda z Kapui zajmował się wówczas reformą konwentów dominikańskich. Odbył nowicjat w Kortonie, dalszą formację zakonną odbywał jako pierwszy zakonnik nowo powstałego obserwanckiego konwentu w Fiesole. Tuż po nim formację w tym samym konwencie rozpoczął Jan z Fiesole, który z czasem zyskał przydomek Fra Angelico. W 1413 roku Antonin otrzymał święcenia kapłańskie. Odznaczający się mądrością młody zakonnik od 1418 roku kierował braćmi jako przeor w Kortonie, Fiesole, Neapolu i Rzymie, gdzie został audytorem św. Roty i wykładowcą prawa kanonicznego. 
W 1436 roku został przeorem nowo ufundowanego przez Kosmę Medyceusza klasztoru we Florencji, który stał się jednym z ważniejszych ośrodków kultury odrodzenia. Antonin otworzył klasztorną bibliotekę dla wszystkich, nie tylko dla mieszkańców konwentu, czyniąc ją w ten sposób pierwszą publiczną biblioteką w Europie. Także za przeoratu Antonina we florenckim konwencie powstały słynne freski św. Jana z Fiesole. W 1437 roku został wikariuszem generalnym konwentów obserwantów w Italii. 
Kiedy w 1438 papież Eugeniusz IV przeniósł sobór z Ferraty do Florencji, Antonin użyczył w klasztorze gościny czterdziestu ojcom soborowym. Konwent św. Marka na czas soboru florenckiego stał się miejscem spotkań papieża ze znaczącymi osobami. Uczestnicy soboru w uznaniu mądrości florenckiego przeora nadali mu przydomek „Antonina Doradcy”. Kiedy w 1466 roku stolica arcybiskupia we Florencji zaczęła wakować  mieszkańcy miasta wysłali papieżowi Eugeniuszowi IV listę swoich pięciu kandydatów na to stanowisko, ten nie poszedł za oczekiwaniami mieszczan, lecz mianował arcybiskupem Antonina. Jako biskup Antonin wsławił się zwłaszcza uczynkami miłosierdzia oraz założeniem stowarzyszenia „Dobroczyńców św. Marcina”. Był prekursorem dzisiejszej opieki społecznej.
Jest autorem wielu dzieł, z których najważniejsze to Summa moralis.
W 1523 papież Hadrian VI zaliczył go w poczet świętych, przez zatwierdzenie kultu.
Jego wspomnienie liturgiczne obchodzone jest 10 maja.
Ciało św. Antonina pozostało w stanie nienaruszonym aż po dziś dzień. Spoczywa w kościele św. Marka we Florencji.
Na obrazach i w rzeźbie przedstawiany jest zazwyczaj w dominikańskim habicie i z paliuszem biskupim. Niekiedy także w stroju biskupim, z pastorałem.

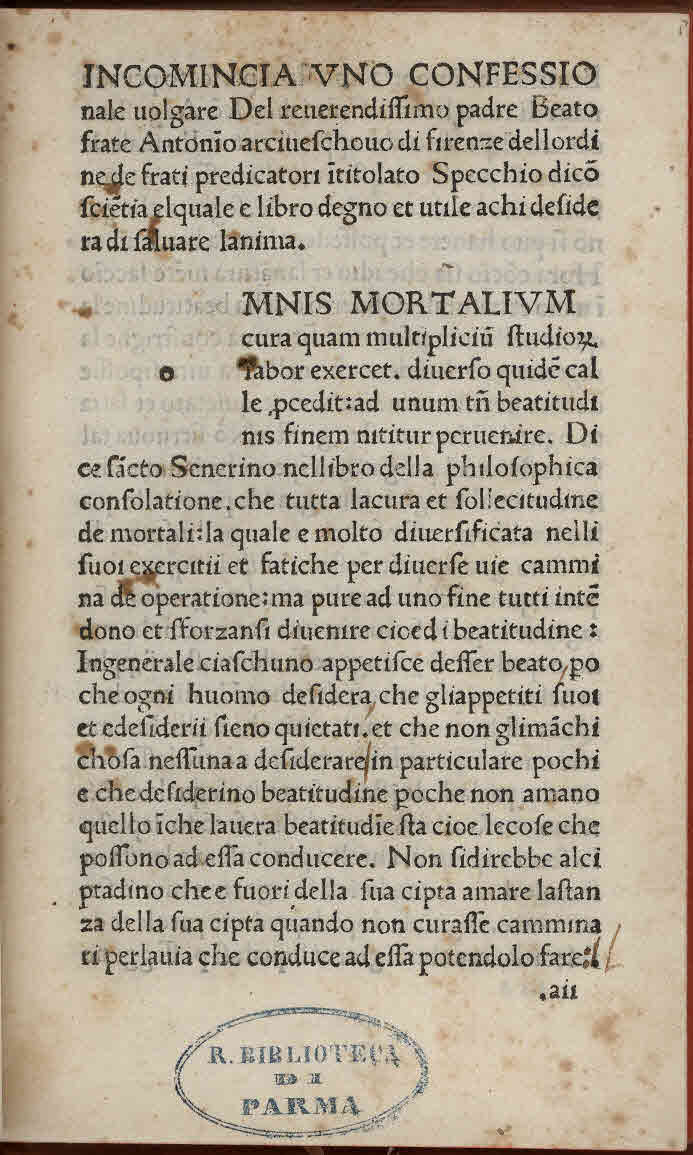
Confessionale, ca 1488-1490